# Brigitte Hähnel
Brigitte Hähnel, geborene Böhm, (* 23. August 1943 in Breslau; † 10. Mai 2013 in Berlin) war eine deutsche Schriftstellerin.

## Leben
Brigitte Hähnel wurde 1943 in Breslau geboren und verbrachte ihre Kindheit und Jugend in Görlitz. Ab 1970 lebte sie in Berlin. Als ausgebildete Krankenschwester machte sie auch Erfahrungen als Gemeindeschwester. Im Herbst 1978 ging sie für anderthalb Jahre in einen großen Produktionsbetrieb, arbeitete dort im Leistungslohn am Band, qualifizierte sich zur Facharbeiterin. Hier empfing die Autorin verschiedene Impulse für die Stoffe ihrer Hörspielarbeiten. Ursprünglich Autorin von Kurzgeschichten, die in neue deutsche literatur, Wochenpost und neues leben veröffentlicht wurden, hatte sie sich 1976 an einem Momentaufnahme-Wettbewerb der Hörspielabteilung beteiligt und kam so zu ihrem Funk-Debüt mit dem Kurzhörspiel Kassensturz, dem umfangreichere Hörfunkstücke folgten, deren Entstehung vor allem durch den Hörspieldramaturgen Wolfgang Beck unterstützt wurden.
Mit ihrem Direktstudium und einem Sonderkurs am Institut für Literatur „Johannes R. Becher“ war Brigitte Hähnel in die Freiberuflichkeit als Autorin gewechselt. Nach der Wende leitete Brigitte Hähnel Biografiewerkstätten und engagierte sich als Mitglied im Verband deutscher Schriftstellerinnen und Schriftsteller. Aus ihrer ersten Ehe ist ihr Sohn Mike hervorgegangen, aus der zweiten Ehe mit dem Medienwissenschaftler Siegfried Hähnel (1935–2016) ihre Tochter Andrea.

## Hörspiele
- 1978: Kassensturz, Original-Hörspiel, Kurzhörspiel, mit Agnes Kraus, Regie: Joachim Staritz (Rundfunk der DDR)[3]
- 1979: Wappen oder Zahl, Hörspiel, mit Jutta Hoffmann, Christian Grashof, Regie: Barbara Plensat (Rundfunk der DDR)
- 1980: Freitagnacht, Hörspiel, mit Simone von Zglinicki, Marianne Wünscher, Regie: Fritz-Ernst Fechner (Rundfunk der DDR)
- 1981: Die Einladung – Fünf Miniaturen eines Abends, Hörspiel, Regie: Barbara Plensat (Rundfunk der DDR)
- 1982: Verspätung, Hörspiel, Regie: Achim Scholz (Rundfunk der DDR)
- 1984: Erläutern Sie die Herstellung eines Sudes Vollbier-Hell, Hörspiel, Regie: Horst Liepach (Rundfunk der DDR)
- 1985: Schneewitta, Kinderhörspiel, Regie: Manfred Täubert (Rundfunk der DDR)
- 1986: Haiko und Roberta, Kinderhörspiel, Regie: Christa Kowalski (Rundfunk der DDR)
- 1986: Dauernd kommt mir nachts meine Tochter abhanden, Regie: Achim Scholz (Rundfunk der DDR)
- 1986: In flagranti, Kurzhörspiel der Reihe Waldstraße Nummer 7, Regie: Edith Schorn (Rundfunk der DDR)
- 1988: Sebastianus, Kinderhörspiel, Regie: Norbert Speer (Rundfunk der DDR)
- 2007: Süßer Sarg, Kurzhörspiel unter dem Pseudonym Gitta Böhm, Regie: Anouschka Trocker – (Rundfunk Berlin-Brandenburg)

## Features
- 1988: Spurlos, Regie: Fritz-Ernst Fechner
- 1989: Herzlieb in Görlitz begraben, Regie: Hannelore Solter

## Fernsehen
- 1983: Meine fünf Frauen, Fernsehspiel nach dem Hörspiel Die Einladung, Regie: Wolf-Dieter Panse
- 1984: Polizeiruf 110: Rosis Mann – produziert, aber aus politischen Gründen nicht gesendet.

## Bücher (Anthologien)
- Jazz am Grab, Hörspiele, Hg. Christa Vetter, darin Abdruck Die Einladung, Henschelverlag Kunst und Gesellschaft, Berlin 1983
- Berlin wie es lacht und lästert: Neue Berliner Zehn-Minuten-Geschichten, Hrsg. Horst Bosetzky, Jaron-Verlag Berlin 2005, ISBN 978-3-89773-521-7
- Still und starr ruht die Spree, Hrsg. Josefine Rosalski, edition karo, Berlin 2005, ISBN 978-3-937881-03-4
- Herz und Schmerz, Hrsg. Horst Bosetzky, Jaron-Verlag, Berlin 2006, ISBN 978-3-89773-546-0
- Neukölln ist nicht Mallorca, Hrsg. Josefine Rosalski, edition karo, Berlin 2006, ISBN 978-3-937881-04-1
- Böser die Glocken nie klingen, Hrsg. Josefine Rosalski, edition karo, Berlin 2008, ISBN 978-3-937881-06-5
- Schneeflöckchen, Mordsglöckchen, Hrsg. Josefine Rosalski, edition karo, Berlin 2009, ISBN 978-3-937881-09-6
- Berliner Morde, Hrsg. Dietlind Kreber, Wellhöfer Verlag, Mannheim 2009, ISBN 978-3-939540-35-9
- Ran an'n Sarg und mitjeweent, Hrsg. Horst Bosetzky, Eulenspiegel Verlag, Berlin 2010, ISBN 978-3-359-02276-3
- Die schönsten Berliner Zehn-Minuten-Geschichten, Hrsg. Horst Bosetzky, Jaron-Verlag, Berlin 2011, ISBN 978-3-89773-636-8
- Rieslingleichen, Hrsg. Sibylle Zimmermann, Wellhöfer Verlag, Mannheim 2009, ISBN 978-3-939540-79-3
- ... und lebten glücklich bis an ihr Ende, Hrsg. Gitta Edelmann, Chichili Agency 2012, ISBN 978-3-8450-0594-2
- Mondäne Morde zwischen Monza und Monaco, Hrsg. Monika Buttler/Sabine Reins, Kommunikation und Gestaltung Osnabrück 2012, ISBN 978-3-943213-04-1

## Ehrungen
- 2006: beim Krimi-Treatment-Wettbewerb des Deutschen Filmmuseums Frankfurt am Main ausgezeichnet für Tödliches Zelluloid
- 2007: Sonderpreis beim Hörstückwettbewerb Innovationen von rbb kulturradio für Süßer Sarg
- 2011: beim Chemnitzer Krimi-Wettbewerb 1. Preis für die Die Nackte